# Ямина
Ями́на (ивр. ימינה‎, букв., направо или вправо) — политический альянс правых партий Израиля, включающий Новых Правых (НП) и Союз Правых партий (СПП, объединяет Еврейский дом и Ткуму). Список был создан накануне сентябрьских выборов в Кнессет 2019 года; три партии договорились объединиться, чтобы избежать потери голосов ввиду избирательного барьера.

## Предыстория
21 июля 2019 года, потерпев поражение в законодательных выборах Израиля в апреле 2019 года, лидер НП Нафтали Бенет решил передать руководство партией Аелет Шакед. В своей вступительной речи Шакед заявила, что будет стремиться к объединению с Союзом Правых Партий (СПП) и другими правыми партиями. На следующий день начались переговоры с СПП. 29 июля 2019 года СПП и НП договорились о совместном списке, который возглавила Аелет Шакед. В рамках соглашения альянс объявил, что они будут вести совместные переговоры о создании правого правительства во главе с Биньямином Нетаньяху.

## Принципы
5 августа 2019 года лидер партии Аелет Шакед перечислила 11 принципов списка Ямина:
1. Еврейская идентичность. Мы будем работать над укреплением еврейской идентичности Государства Израиль и укреплением связи израильских учеников с Торой, Землей Израиля и еврейским наследием.
2. Гражданство. Мы будем действовать в соответствии с Законом о Национальном Государстве и предотвращать любой ущерб ему, продолжая при этом обеспечивать индивидуальные права и равенство для всех граждан Израиля.
3. Единство страны. Мы единственная партия, которая выступает против создания палестинского государства и любого ухода с территорий Земли Израиля. Мы будем работать над развитием поселений по всей стране.[3]
4. Суверенитет. Мы будем добиваться полного и справедливого применения национального суверенитета и верховенства закона ко всем гражданам и жителям Израиля, включая прекращения военной администрации Иудеи и Самарии и применения суверенитета Израиля к территориям Иудеи, Самарии и долины Иордана.
5. Борьба с терроризмом. Мы победим терроризм решительно и без компромиссов, победим терроризм на границе с Газой и отменим пособия, выплачиваемые террористам Палестинской Администрацией. Мы вернем тела солдат АОИ и будем взимать с ХАМАСа расплату за его действия, полностью сопротивляясь освобождению заключенных террористов. Мы будем помогать инвалидам-ветеранам Армии Обороны Израиля и жертвам конфликта.
6. Алия. Мы будем работать над реализацией национальной политики алии, которая будет содействовать еврейской иммиграции и устранять ненужные барьеры для иммиграции. Мы предотвратим нелегальную иммиграцию работников-мигрантов в Израиль и предотвратим злоупотребление политикой воссоединения семьи.
7. Конкуренция и свобода. Мы будем содействовать конкуренции, чтобы разрушить монополии и картели, открыть экономику для международной конкуренции и сократить центральное планирование в экономике. Мы будем поощрять конкуренцию на рынке жилья, высвобождать землю под строительство и проводить налоговую политику, которая будет стимулировать развитие. Мы упростим регулирование, снизим регулирующую нагрузку на работодателей, что будет стимулировать занятость и производительность, а также создадим комфортные условия для экономики совместного использования и индустрии высоких технологий.
8. Право на труд. Мы будем реформировать трудовое законодательство, чтобы профсоюзы могли представлять всех работников на рабочем месте только в том случае, если большинство работников объединены в профсоюзы, мы введем обязательный государственный арбитраж для разрешения трудовых споров в основных государственных службах и повышения прозрачности в профсоюзных организациях.
9. Управляемость. Мы будем укреплять ценности управляемости и демократии. Мы укрепим статус Кнессета как законодательного органа и восстановим доверие к Верховному Суду как к судебному органу в соответствии с законом. Мы будем укреплять статус выборных должностных лиц перед лицом невыборной бюрократии.
10. Социальная ответственность. Мы обеспечим экономическую и медицинскую защиту инвалидов и престарелых, интегрируя людей с ограниченными возможностями в образование, общество и на рынок труда.
11. Галилея и Негев. Мы укрепим Галилею и Негев с помощью дополнительных возможностей трудоустройства, жилья, здравоохранения, туризма, культуры и транспорта. Мы будем поощрять капиталовложения и частные инициативы, которые укрепят человеческий капитал и позволят семьям поселиться и остаться в Галилее и Негеве. Мы будем укреплять сельское хозяйство и трудовые поселения.

Наряду с этими едиными принципами каждая партия сохраняет свою независимую платформу: Новые Правые объединяют светских и религиозных сионистов, Еврейский Дом представляет религиозных сионистов, в то время как Ткума представляет более националистических и ультраородоксальных религиозных сионистов.

## Результаты выборов
| Выборы        | Лидер партии  | Подано голосов | Процент голосов | Число депутатов кнессета | +/- | Результат переговоров |
| ------------- | ------------- | -------------- | --------------- | ------------------------ | --- | --------------------- |
| сентябрь 2019 | Аелет Шакед   | 260,655        | 5.87            | 7 из 120                 | ▲ 1 | в правительстве       |
| март 2020     | Нафтали Бенет | 240,162        | 5.25            | 6 из 120                 | ▼ 1 | в оппозиции           |
| март 2021     | Нафтали Бенет |                |                 | 7 из 120                 |     | в правительстве       |